# Myiodynastes bairdii
A Myiodynastes bairdii a madarak (Aves) osztályának verébalakúak (Passeriformes) rendjébe és a királygébicsfélék (Tyrannidae) családjába tartozó faj.

## Rendszerezése
A fajt William Gambel amerikai természettudós és ornitológus írta le 1847-ben, a Saurophagus nembe Saurophagus bairdii néven. Tudományos faji nevét Spencer Fullerton Baird amerikai természettudós és ornitológus tiszteletére kapta. 

## Előfordulása
Ecuador és Peru nyugati részén honos. Természetes élőhelyei a szubtrópusi és trópusi száraz erdők és cserjések, valamint másodlagos erdők, vidéki kertek és városi régiók. Állandó, nem vonuló faj.

## Megjelenése
Testhossza 23 centiméter.

## Természetvédelmi helyzete
Az elterjedési területe nagyon nagy, egyedszáma pedig stabil. A Természetvédelmi Világszövetség Vörös listáján nem fenyegetett fajként szerepel.